# یورمینکا
یورمینکا (به لاتین: Yurminka) یک منطقهٔ مسکونی در روسیه است که در باشقیرستان واقع شده‌است.